# فرناندو آلگریا
فرناندو آلگریا (به اسپانیایی: Fernando Alegría) از ادبیات شیلی- سالی بحرانی در سیر تحول تاریخی وسیاسی درشیلی- ظهورکرد.
وی در شمار نویسندگانی است که بیشترین توجه خود را به اندیشه‌ها و استعدادهای ادبی-سیاسی بین ۱۸۴۲
تا سال ۱۹۷۳ معطوف داشتند. آلگریای وقایع نگاربه سبک خوزه ماریا اکادی کیروز نویسنده قرن نوزدهم پرتغال،
وابسته فرهنگی آلنده در واشینگتن؛ و رمان نویس و شاعر شیلی و آمریکای لاتین که آثارش به صورت وسیع به
زبان‌های اسپانیولی، پرتغال، انگلیسی، فرانسه، بلغاری، رومانیایی و روسی ترجمه شده، و نسل‌های دانشجویان
وی را از طریق متون انتقادی نظم و نثرش به عنوان یک محقق میشناسند.

## به فارسی
- آلنده: روایت یک زندگی، ترجمهٔ محسن اشرفی